# Émile Van Ermengem

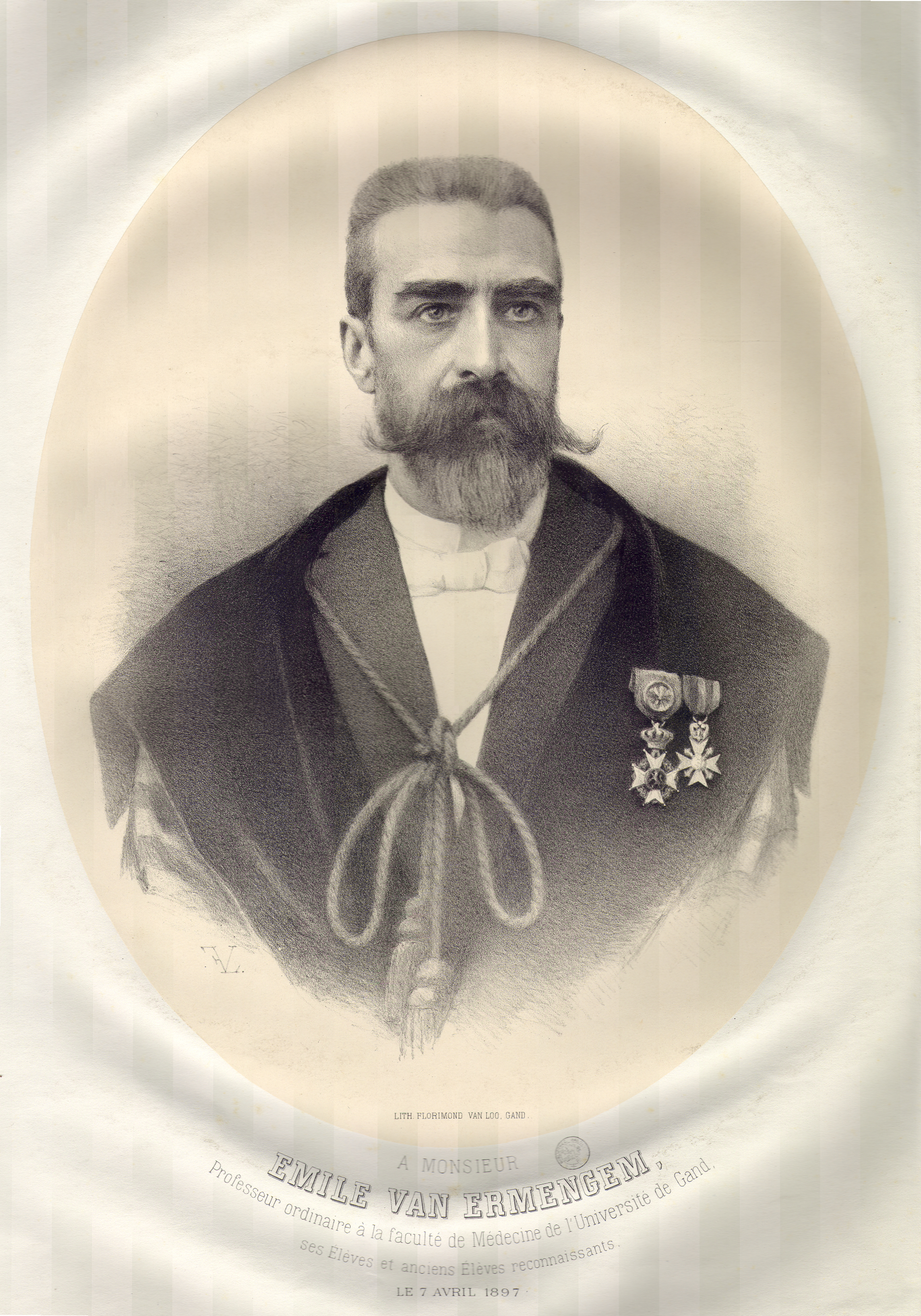
Portret van Émile Van Ermengem (1897)

Émile Pierre Marie Van Ermengem (Leuven, 15 augustus 1851 - Elsene, 29 september 1932) was een Vlaams bacterioloog, microbioloog en hoogleraar en decaan aan de Faculteit Geneeskunde van de Rijksuniversiteit Gent. Hij was in 1895 de ontdekker van het botulinetoxine en identificeerde de anaerobe bacterie Clostridium botulinum als bron van de in 1822 door de Duitser Julius Kerner beschreven ziekte botulisme.
Van Ermengem behaalde in 1875 zijn doctoraat in de geneeskunde aan de Katholieke Universiteit Leuven en startte zijn carrière aan de Berlijnse Humboldtuniversiteit bij Robert Koch. In 1886 publiceerde hij er zijn werk in het boek Neue Untersuchungen über die Cholera-Mikroben, geëditeerd door Richard Kukula. Het werk zou uitgroeien tot een standaardwerk met herdrukken tot in 2010.
Na zijn verblijf in Berlijn en bij verschillende laboratoria in o.a. Parijs, Londen, Edinburg en Wenen, werd hij aangesteld als professor in hygiëne en bacteriologie te Gent. Hij onderzocht er in 1895 nauwkeurig de voedselvergiftiging van alle aanwezigen en het verdachte overlijden van drie muzikanten die een begrafenisdienst verzorgden in Elzele. In het op de begrafenis geserveerde voedsel (een slecht klaargemaakte ham) en histologische preparaten van de milt van de betrokken overledenen kon hij de bacterie terugvinden en de werking van het gif identificeren. Hij duidde de bacterie toen nog aan met de naam Bacillus botulinus. Hij publiceerde in 1897 zijn bevindingen in het wetenschappelijke Zeitschrift für Hygiene und Infektionskrankheiten.
Zijn laboratorium (bacteriologie en gerechtelijke geneeskunde) bevond zich op een site aan de Bijloke waar enkele jaren na zijn grote ontdekking het Rommelaere Instituut werd opgetrokken.
Van Ermengem had twee zonen, de schrijver en criticus Franz Hellens en de dichter, schilder en kunstcriticus François Maret.

## Beperkte bibliografie
- Neue Untersuchungen über die Cholera-Mikroben, heruitgegeven Kessinger Publishing, 2010, ISBN 9781160460408

## Biografie
- Emile Pierre Marie Van Ermengem (1851-1932), Belgian Society for Microbiology

- Bibsys: 2118167
- Bibliothèque nationale de France: cb107035710 (data)
- CiNii: DA15532499
- Gemeinsame Normdatei: 117512060
- International Standard Name Identifier: 0000 0000 7019 7997
- Library of Congress Control Number: n88198564
- Nationale Bibliotheek van Tsjechië: nlk20010095403
- Réseau des bibliothèques de Suisse occidentale: 02-A012486073
- Système universitaire de documentation: 111643813
- Virtual International Authority File: 16327010
- WorldCat: E39PBJtCFgW7CQ8bT9kWCWxVYP